# Рожкі (Люблінське воєводство)
Рожкі (пол. Rożki) — село в Польщі, у гміні Жулкевка Красноставського повіту Люблінського воєводства.
Населення — 243 особи (2011).
У 1975-1998 роках село належало до Замойського воєводства.

## Демографія
Демографічна структура станом на 31 березня 2011 року:
|          | Загалом | Допрацездатний вік | Працездатний вік | Постпрацездатний вік |
| -------- | ------- | ------------------ | ---------------- | -------------------- |
| Чоловіки | 109     | 21                 | 66               | 22                   |
| Жінки    | 134     | 28                 | 63               | 43                   |
| Разом    | 243     | 49                 | 129              | 65                   |